# Гамера Наталія Петрівна
Наталія Петрівна Гамера (нар. 26 червня 1974, м. Ланівці, Україна) — українська журналістка, редакторка, волонтерка.

## Життєпис
Наталія Гамера народилася 26 червня 1974 року в с.м.т. П'ятигірське Балаклійського району Харківської області України.
Працює в редакції газети «Голос Лановеччини»: оглядач, відповідальний секретар, редактор.
З 2007 року очолює районну організацію всеукраїнського товариства «Просвіта» ім. Т.Шевченка, член журі районного конкурсу ораторського мистецтва «Володар слова», член редколегій «Історії Лановеччини» (2011), альманаху «Лан». 
Із початком воєнних дій на сході України вона поповнює ряди волонтерів і самовіддано працює з такими ж небайдужими активістами, організовуючи збір коштів, продуктів, матеріалів для воїнів-синів Лановеччини, беручи участь у поїздках в зону АТО і після повернення описуючи про все побачене.

## Нагороди та відзнаки
- Почесний знак НСЖУ (2011),
- Золота медаль української журналістики (2012),
- медаль патріарха УПЦ КП Філарета «За жертовність і любов до України» (2015),
- медаль Президента України «За гуманітарну участь в антитерористичній операції» (2017),
- Тернопільська обласна премія імені Ярослава Стецька (2017)[1],
- Золоте перо Тернопілля (2019),
- звання «Журналіст року» на всеукраїнському рівні (2019).

У 2016 році її занесено на районну Дошку Слави.